# Łuna 17
Łuna 17 – bezzałogowa radziecka misja radzieckiej sondy kosmicznej do badań Księżyca. Łuna 17 dostarczyła na powierzchnię Księżyca zdalnie sterowany łazik Łunochod 1 – pierwszy pojazd na obcym globie. Następnym był Lunar Roving Vehicle (Apollo 15) z 1971 roku, a zdalnie sterowanym – Łunochod 2 z 1973 roku.

## Plan misji
Zespół badawczy jaki tworzyła sonda Łuna z mobilnym próbnikiem Łuna-Łunochod, miał być wyniesiony w przestrzeń kosmiczną za pomocą rakiety nośnej Proton K z górnym członem Blok D. Z okołoziemskiej orbity parkingowej statek miał zostać skierowany na trajektorię translunarną – prowadzącą do Księżyca. Po kilkudniowym locie nastąpić miała satelizacja Łuny na orbicie Księżyca. Po kolejnych kilku dniach kontroli urządzeń sondy, miano systematycznie obniżać jej orbitę, aż do lądowania. Po wylądowaniu sonda miała wysunąć rampy, po których mógł zjechać próbnik Łunochod. Pojazd miał podróżować po powierzchni Srebrnego Globu wykonując badania i zdjęcia okolicy, w której wylądował.

## Konstrukcja próbnika
Sonda nosiła fabryczne oznaczenie Łuna YE-8. Zbudowana została przez Instytut Naukowy im. Ławoczkina. Składała się z dwóch głównych elementów:
- lądownika
- zdalnie sterowanego ośmiokołowego pojazdu Łunochod 1.

Sonda zawierała eksperymenty badawcze zaprojektowane i wykonane przez Wydział Teoretycznej i Stosowanej Fizyki Kosmicznej, przynależący do Instytutu Fizyki Jądrowej im. Skobielcyna Uniwersytetu Moskiewskiego.

## Przebieg misji

### Start i lot do Księżyca
10 listopada 1970 rakieta typu Proton wyniosła sondę na orbitę okołoziemską. Po wykonaniu kilku okrążeń Ziemi, sonda weszła na trajektorię prowadzącą w kierunku Księżyca. Lot przebiegł zgodnie z planem. Wejście lądownika na orbitę okołoksiężycową nastąpiło 15 listopada. Początkowa orbita sondy była kołowa, o wysokości 85 km. Statek pozostał na niej przez następne dwa dni, a po skontrolowaniu urządzeń pokładowych rozpoczęto fazę systematycznego obniżania orbity. Przed ostatnią fazą lądowania próbnik znajdował się na eliptycznej orbicie z najwyższym punktem na wysokości 85 km, a najniższym na wysokości 19 km od powierzchni.

### Lądowanie
Zgodnie z założeniem, perycentrum znajdowało się nad terenem Morza Deszczów. Na rozkaz z Ziemi, sonda uruchomiła silniki i skierowała się ku powierzchni Księżyca. Lądowanie nastąpiło 17 listopada, o godz. 03:46:50. Przebiegło bezproblemowo i lądownik wraz z pojazdem osiadł na południe od Zatoki Tęczy (Sinus Iridum) i Przylądka Heraclidesa – krainy selenograficznej będącej skrajem Morza Deszczów. Miejsce lądowania stanowił dość płaski, chociaż zarazem gęsto usiany małymi kraterami teren. Lądownik osiadł w jednym z takich małych kraterów, który z kolei znajdował się we wnętrzu większego.
Pomyślne lądowanie oznaczało rozpoczęcie właściwej, badawczej części misji.

### Łunochod
W pierwszym dniu operacji, 23 listopada, lądownik opuścił cztery rampy. Łunochod 1 zjechał na powierzchnię po dwóch z nich, po czym oddalił się na kilkanaście metrów i rozpoczął objeżdżać lądownik, przekazując na Ziemię, na żywo, pierwsze zdjęcia i obrazy jego stanu.

## Efekty misji
Lądownik działał przez 162 dni. Łunochod, przez 10 i pół miesiąca (projektowany był na 3 miesiące pracy).
Misja Łuny 17 była ogromnym sukcesem radzieckiej astronautyki. Dzięki niezwykłym na owe czasy możliwościom jakie dało lądowanie na powierzchni Księżyca i badanie go za pomocą zdalnie sterowanego pojazdu, Łunochod 1 dostarczył na Ziemię ogromną ilość danych naukowych i fotografii. Łazik umożliwiał obserwacje „na żywo” krajobrazu pozaziemskiego środowiska.